# 2020年白俄羅斯大罷課
 2020年白俄羅斯大罷課是白俄羅斯學生於國內發動的罷課行動，旨在要求白俄羅斯政府落實民眾於2020年白俄羅斯示威期間提出的訴求。罷課由2020年9月1日起進行。罷課首天，已有逾萬名大學生於各大城市參與罷課並上街示威。

## 籌備
9月前，多間大學的學生公開呼籲全國學生於9月1日開學日起罷課。在明斯克的幾所大學外，有揮舞代表反對派旗幟的學生在街上遊行並收集簽名，呼籲盧卡申科下台。警方及後到場，強逼一些學生關閉連署攤位並拘留多人 。

## 各地罷課

### 明斯克
9月2日，萬名學生於首都明斯克示威。部份示威者聚集於勝利廣場叫喊口號，防暴警察其後進入廣場驅趕示威者。清場期間，有警員襲擊並強行逮捕一群正在聚集的學生，有人向警察下跪，要求釋放學生。學生也有試圖封鎖數間大學的入口，阻止警方入內。警方其後承認逮捕多名學生，但未有交代人數。
而在明斯克各所大學門外，都有大批學生聚集，高叫口號。期後，有人發起遊行，遊行人士經過市中心的多條街道前往教育部大樓，並大叫「盧卡申科滾蛋」，亦有人高舉橫額及抗議標語，要求釋放政治犯。警方設立封鎖線，要求示威者更改遊行路線。接著，警察採取驅散行動，並拘捕了數十名學生。有目擊者聲稱，見到警察動手打學生。